# بهرینگن
بهرینگن (به آلمانی: Behringen) یک منطقهٔ مسکونی در آلمان است که در Hörselberg-Hainich واقع شده‌است. بهرینگن ۳٬۳۳۹ نفر جمعیت دارد.